# بيدرو أفونسو الأمير الإمبراطوري للبرازيل
بيدرو أفونسو الأمير الإمبراطوري للبرازيل (بالإنجليزية: Pedro Afonso, Prince Imperial of Brazil)‏ وُلد في 19 يوليو عام 1848، وتُوفي في 10 يناير عام 1850. كان الأمير الإمبراطوري وولي عهد إمبراطوية البرازيل. وُلد في قصر ساو كريستوفاو والذي يقع في ريو دي جانيرو. كان الابن الثاني والطفل الأصغر للإمبراطور دوم بيدرو الثاني وإمبراطورة مملكة الصقليتين دونا تيريزا كريستينا؛ فهو فرد من العرق البرازيلي لعائلة براغانزا. وكان وجود بيدرو هام لبقاء مستقبل النظام الملكي والذي تعرض للخطر بعد وفاة أخيه الأكبر دوم أوفونسو منذ ثلاثة أعوام تقريبًا.
وبوفاة بيدرو أفونسو، لم يعد هناك أبناء ذكور للعائلة الإمبراطورية، حيث تسببت وفاته والتي جاءته في سنه المُبكروكانت بسبب الحُمي في دمار الإمبراطورية. وبعد ذلك أصبحت شقيقته الكُبرى دونا إيزابيل هي ولية العهد، ولم يكن والدها مقتنع بأن النخبة الحاكمة تقبل بتولى امرأة للحكم؛ فقد قام والدها بتدريبها على أمور الحُكم ولكنه فشل في ذلك وأبعدها عن السُلطة واعتقد الإمبراطور بأن النظام الإمبراطوري سينتهي بموته بعد أن مات أبنائه الذكور.

## طفولته ووفاته المُبكرة

### ميلاده
وُلد بيدرو أفونسو في تمام الساعة الثامنة يوم التاسع عشر من شهر يوليو عام 1848 داخل قصر القديس كريستوفر بالبرازيل. واسمه بالكامل، بيدرو أفونسو كريستيانو ليوبولدو فرناندو فينشي ميغيل غابربيل رافائيل غونزاغا. نسبه من جهة الأب، الإمبراطور بيدرو الثاني. وكان بيدرو من العرق البرازيلي لعائلة براغانزا، وأطلق عليه اللقب الفخري الدوم (السيد) منذ ولادته. وكان حفيد الإمبراطور الدوم بيدرو الأول، وأبن أخ ملكة البرتغال، الدونا ماريا الثانية. ووالدته هي تيريزا كريستينا من الصقليتين هي أبنة فرانشيسكو الأول وماريا إيزابيلا من إسبانيا، وشقيقة فرديناندو الثاني الذي حكم ملوك الصقليتين.

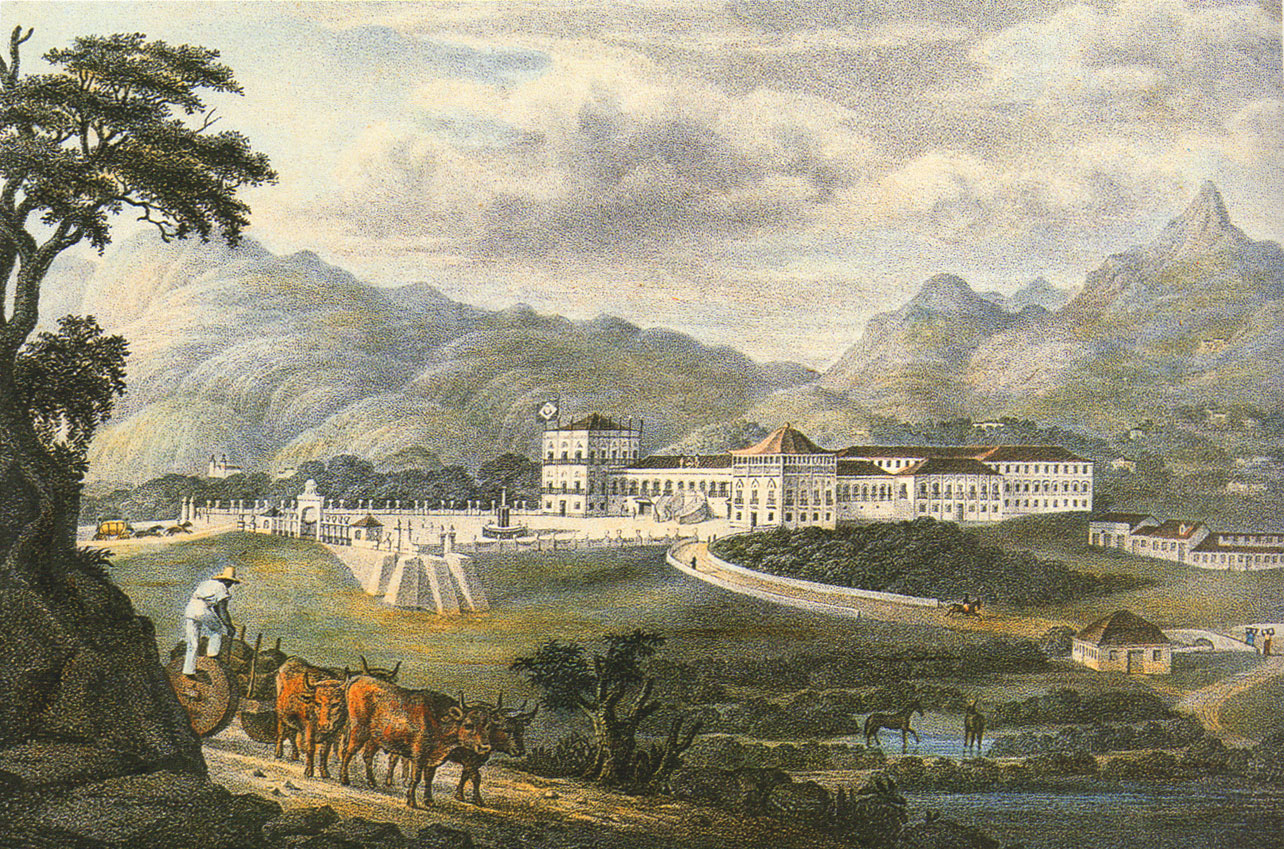
قصر ساو كريستيفو قبل ميلاد بيدرو أفونسو بعقد

وفي حفل الإستقبال الرسمي الذي تم عقده بعد ميلاد بيدرو، تلقي والده بيدرو الثاني التهاني الرسمية. ويعتبر المعاصرون هذا الحفل بأنه الحفل الأكثر فخامة وحضور للنخبة عن أي حفل آخر وذلك منذ إعلان الإمبراطورية في عام 1840. وفرح الشعب البرازيلي بقدوم ولي العهد الذكر؛ مستخدمين الأسهم النارية، والتحية المدفعية، وقاموا بإضاءة الشوارع لعدة أيام بعد مولده، وتم عقد حفل منمق داخل البلاط الملكي. وعلى الرغم من أن الدستور يسمح بخلافة الإناث ولكن رحب الجميع بقدوم ولي العهد الذكر، وذلك لأن وجوده ضروري لبقاء الإمبراطورية. واعتبر الكاتب مانويل دي أرجو بورتو أليغاري (والذي تم التعارف عليه فيما بعد باسم: بارون سانتو أنجيلو) ميلاد بيدرو أفونسو«انْتِصارًا» والذل أنقذ الخلافة.
وكان تعميد بيدرو أفونسو في 4 أكتوبر عام 1848، وكان ذلك في حفل خاص داخل الكنيسة التابعة للإمبراطورية. وكان كلاً من عمه الأكبر فرديناند الأول، إمبرطور النمسا، وزوجة جده (بيدرو الأول) أميلى لوشينتيج هما الآباء الروحين لهذا الطفل؛ ولكنهم لم يحضروا الاحتفالات العامة التي تم عقدها بعد الاحتفال الخاص ولكن كان هناك من يُمثلهم وهم: رئيس الوزراء، والوصي الأسبق بيدرو دى أرجوليما(وكان يُدعي الفيكونت في ذلك الوقت وماركيز أوليندا فيما بعد) ومارينا دى فيرنا، كونتيسة البلمونت. وساعدت الألعاب النارية والمسرح الذي يضم أكثر من مئات الموسيقين في تسلية الحضور. ويقول المؤرخ هندريك كراى بأن التعميد الملكي الذي عٌقد بالبرازيل أمن مستقبل السلالة. وكان لبيدرو أفونسو السبق في تولي الخلافة على شقيقتيه الأكبر سنًا وهما، دونا إيزابيل ودونا ليوبولدينا وذلك لأنه الذكر الوحيد. وحصل بيدرو على لقب«الأمير الإمبراطوري» منذ ولادته، باعتباره ولى عهد عرش البرازيل.

#### وفاته
وكانت الأسرة الإمبراطورية تقضي صيفها كل عام في المكان التقليدي وهو سانتا كروز(المنطقة التي يسكنها أصحاب الطبقات العُليا)؛ وهي منطقة ريفية يمتلكها آل بارنجازا منذ أعوام، ولكن تغير ذلك في الفترة مابين عام 1847 وحتى 1849 حيث ذهبت العائلة لقضاء الصيف في بتروليس(المدينة التابعة للإمبراطور). واعتبر أعضاء البلاط الملكي هذا التغيير بدعة، حيث أنهم يفضلون البقاء على التقاليد الراسخة ويكرهون أي تغيير يلحقها. وإذعانًا للتقاليد، قرر الإمبراطور قضاء صيف عام 1850 في سانتا كروز، مكانهم التقليدي. وأثناء إقامة العائلة بسانتا كروزأصيب بيدرو أفونسو وشقيقته إيزابيل بالحمى. وقد تعافت إيزابيل ولكن الأمير مات بسبب التشنجات في العاشر من يناير الساعة 4:20. وقال المُعاصرون بأن سبب الوفاة هو إصابته بالتهاب في الدماغ أو احتمالية معاناته من عيب خلقي.

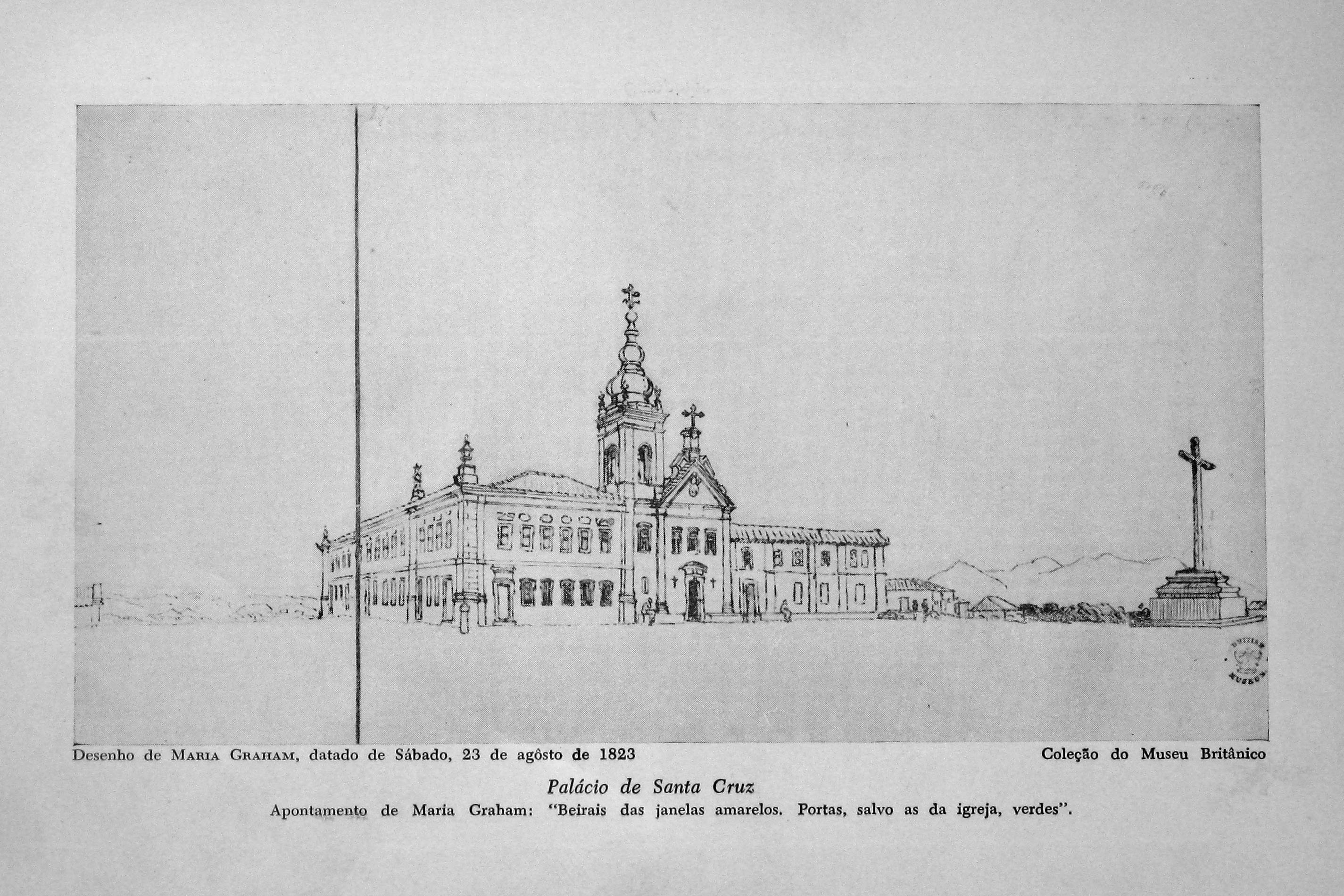
ولاية سانتا كروز قبل عقود من وفاة بيدرو أفونسو

واعتبر بيدرو الثاني وفاة ابنه«أكبر مُصيبة واجهها وأنه لم يكن ليتخطى هذا الأمر لولا وجود زوجته وابنتيه». وقام الإمبراطور بمراسلة صهره دوم فرناندو الثاني، رفيق ملك البرتغال، قائلاً:«عندما يصلك هذا الخطاب فإنك سوف تعلم بخسارتى الفادحة، لقد امتحنني الرب في هذا الاختبار الصعب ورحمته سوف تواسيني في هذه المحنة». وفقد الإمبراطور ابنًا آخر وهو دوم أفونسو وكان ذلك قبل وفاة بيدرو بثلاثة أعوام. وكتب بيدرو الثاني عن مكنون آلامه لوفاة ابنه في قصيدة:«وللمرة الثانية أعانى من موت جزء منى، عندما يموت الأب برؤية ولده ميت». وخلاف الزيارات التفتيشة السريعة، لم يذهب الإمبراطور إلى سانتا كروز بعد هذا المُصاب.
وتم تشييع الأمير إلى مثواه الأخير بعد يومين من وفاته، وكان ذلك في جنازة كبيرة حيث امتلأت الشوارع بالشعب البسيط الذي حزن لوفاته. وكانت جنازة الأمير حدثًا بارزًا، حيث تدافع السياح لمُشاهدة موكب الجنازة من فندق يقع منتصف ريو دو جانيرو. وتم دفن بيدرو أفونسو داخل ضريح كونفينتو دى سانتو أنطونيو (دير القديس أنطونيوس) بريو دي جانيرو.

##### الميراث
قام أونوريو هيرميتو كارينرو، والذي عُرف فيما بعد بماركيز بارانا، وهو أحد كبار الساسة البرازيلين، ومٌحافظ ولاية بيرنامبوكو، بتلخيص وجهة نظر الأسرة البرازيلية الحاكمة فيما يخص عرش الإمبراطورية وذلك أثناء حديثه في مجلس المحافظة قائلاً:«يؤسفني أن أُحيطكم علمًا بوفاة الأمير الإمبراطوري (دون بيدرو أفونسو) والذي تُوفى في العاشر من يناير لهذا العام. وهذا هي المرة الثانية التي نفقد فيها ولي العهد». وأردف قائلاً:«وأنا علي يقين بأن فخامته كان يتمتع بصحة وجيدة وهذا عزاء لنا». ولايزال كلاً من الإمبراطور وزوجته المُبجلة في مُقتبل وريعان شبابهم وبإمكانهم إنجاب العديد من الأطفال وولي العهد المُوكل بالخلافة واللازم لتخفيف روح القلق وبقاء عُرفنا الحديث.

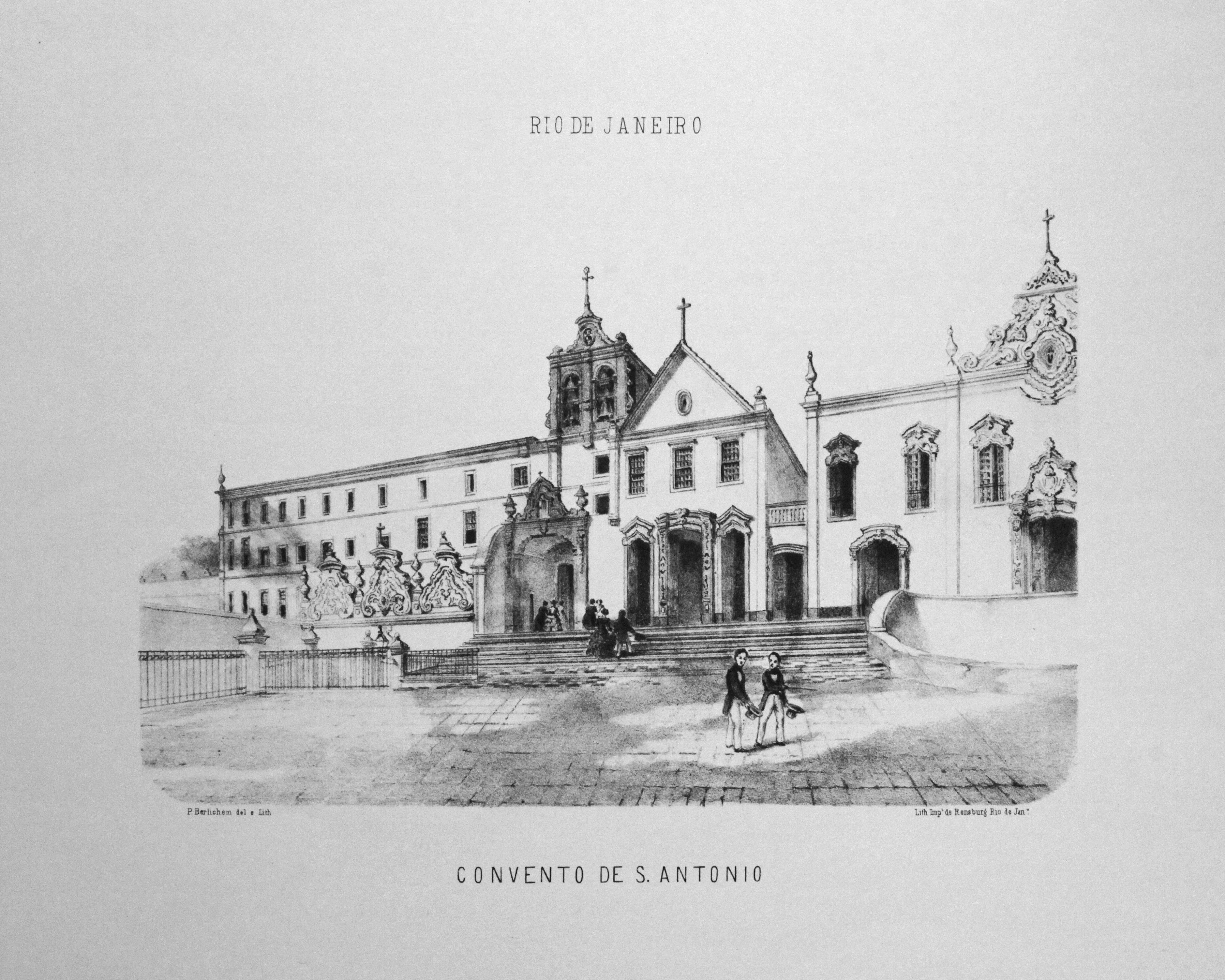
ضريح الأمير بيدرو أفونسو بدير القديس أنثونى،1856

كان الشيء الذي لا يمكن أن يتوقعه أحد، هو احتمالية عدم إنجاب بيدرو الثاني وتيريزا كريستنا، والسبب غير معروف ولكن يعتقد العلماء ذلك لعدم الإتصال الجنسي بينهم. حيث دمرت وفاة بيدرو أفونسو الإمبراطور ولم يعد قادرًا علي التعايش بعده مطلقًا. ويقول المؤرخ (رودريك ج بارمان):«بأن وفاة بيدرو أفونسو أثرت علي بيدرو الثاني عاطفيًا وفكريًا». وقام الإمبراطور بكتابة قصيدة والتي عبرت عما بداخله:
ويعتقد الإمبراطور أن وفاة أبنائه الذكور إشارة تدل على نهاية النظام الإمبراطوري، حيث كان الابن الصغر يُمثل مُستقبله ومُستقبل النظام الملكي. وعلى الرغم من وجود ابنته إيزابيل، الوريث القانوني ولكنه على ريب من استطاعتها لحكم البرازيل في ظل سيطرة المجتمع الذكوري لهذا العهد. وبناءً على هذا الاعتقاد، فإنه لم يضع على عاتقها مسؤليات تولي العرش، كما أنه لم يؤيد تولى زمام الحُكم لامرأة. كما تسبب عم وجود الوريث الذكر في هبوط همته وعدم تشجيعه لترقية المكتب الإمبراطوي؛ جهة أحفاده من بعده. ورأى الإتصال المُعقد بينه وبين النظام الإمبراطوري لدرجة أنه يُدمره.

## الألقاب والامتيازات

### الألقاب

ألقاب الأمير الإمبراطورى بيدرو أفونسو

حصل علي لقب فخامة الإمبراطور الأمير منذ (19 يوليو عام 1848 وحتى 9 يناير لعام 1805). وكان لقبه بالكامل: «فخامة الإمبراطور دوم بيدرو، الأمير الإمبراطوري للبرازيل».

#### الامتيازات
حصل الأمير الإمبراطوري على الامتيازات البرازيلية الآتية:
1. القائد الرئيس لوسام المسيح.[29]
2. القائد الرئيسي لوسام القديس بنديكت أفيز.[29]
3. القائد الأعلى لوسام سانت جيمس للفراسة.[29]
4. الصليب الرفيع لوسام بيدرو.[30]
5. الصليب الرفيع وصاحب الشرف الرفيع لوسام الورد.[30]